# John Fane, X conte di Westmorland
John Fane, X conte di Westmorland (Londra, 1º giugno 1759 – Londra, 15 dicembre 1841), è stato un politico inglese.

## Biografia
Era il figlio di John Fane, IX conte di Westmorland, e di sua moglie, Augusta Bertie. Successe alla contea, alla morte del padre, nel 1774.

## Carriera politica
Nel 1789 è stato nominato Postmaster General durante il governo di William Pitt il Giovane e divenne membro del consiglio privato. Nello stesso anno venne nominato Lord luogotenente d'Irlanda (1789-1794). È stato Magister equitum (1795-1798). Nel 1798 Pitt lo nominò Lord del sigillo privato, carica che mantenne per i successivi 35 anni.
È stato Lord luogotenente del Northamptonshire (1828-1841). Nel 1793 fu nominato cavaliere della giarrettiera.

## Matrimoni

### Primo Matrimonio
Sposò, il 20 maggio 1782 a Gretna Green, contro il volere del padre, Sarah Child, l'unica figlia ed erede del ricco banchiere, Robert Child. Ebbero cinque figli:
- John Fane, XI conte di Westmorland (3 febbraio 1784-16 ottobre 1859);
- Lady Sarah Sophia Fane (4 marzo 1785-26 gennaio 1867), sposò George Villiers, V conte di Jersey, ebbero sette figli[2];
- Lady Augusta Fane (1786-1871), sposò in prime nozze John Parker, I conte di Morley, ebbero un figlio, sposò in seconde nozze Arthur Paget, ebbero sette figli;
- Lady Mary Fane (1787-1834), sposò John Ponsonby, IV conte di Bessborough[3], ebbero undici figli;
- Lady Charlotte Fane (1793-1822).

### Secondo Matrimonio
Sposò, il 24 marzo 1800 , Jane Huck-Saunders (?-26 marzo 1857), figlia di Richard Huck-Saunders e Jane Kinsey. Ebbero cinque figli:
- Lady Georgina Fane (25 gennaio 1801-1875);
- Lord Charles Saunders John Fane (1802-1810)
- Lord Henry Sutton Fane (1804-1857);
- Lord Montagu Augusto Villiers Fane (1805-1857);
- Lady Evelina Fane (1807-1808).

## Morte
Morì il 15 dicembre 1841.

## Ascendenza
|                                        |                                              |                                     | Genitori           |  |  | Nonni |  |  | Bisnonni   |  |  | Trisnonni    |  |
|                                        |                                              |                                     |                    |  |  |       |  |  | Henry Fane |  |  | Francis Fane |  |
|                                        |                                              |                                     |                    |  |  |       |  |  | Henry Fane |  |  | Francis Fane |  |
|                                        |                                              | Hannah Rushworth                    |                    |  |  |       |  |  | Henry Fane |  |  |              |  |
| Thomas Fane, VIII conte di Westmorland |                                              |                                     |                    |  |  |       |  |  | Henry Fane |  |  |              |  |
|                                        |                                              | Anne Scrope                         | Thomas Scrope      |  |  |       |  |  |            |  |  |              |  |
|                                        |                                              | Anne Scrope                         | Thomas Scrope      |  |  |       |  |  |            |  |  |              |  |
|                                        |                                              | Anne Scrope                         | Mary Hooke         |  |  |       |  |  |            |  |  |              |  |
| John Fane, IX conte di Westmorland     |                                              | Anne Scrope                         |                    |  |  |       |  |  |            |  |  |              |  |
|                                        |                                              | William Swymmer                     | William Swymmer    |  |  |       |  |  |            |  |  |              |  |
|                                        |                                              | William Swymmer                     | William Swymmer    |  |  |       |  |  |            |  |  |              |  |
|                                        |                                              | William Swymmer                     | Elizabeth Price    |  |  |       |  |  |            |  |  |              |  |
| Elizabeth Swymmer                      |                                              | William Swymmer                     |                    |  |  |       |  |  |            |  |  |              |  |
|                                        |                                              | Mary Anne Lane                      | John Lane          |  |  |       |  |  |            |  |  |              |  |
|                                        |                                              | Mary Anne Lane                      | John Lane          |  |  |       |  |  |            |  |  |              |  |
|                                        |                                              | Mary Anne Lane                      | …                  |  |  |       |  |  |            |  |  |              |  |
| John Fane, X conte di Westmorland      |                                              | Mary Anne Lane                      |                    |  |  |       |  |  |            |  |  |              |  |
|                                        | Robert Bertie, I duca di Ancaster e Kesteven | Robert Bertie, III conte di Lindsey |                    |  |  |       |  |  |            |  |  |              |  |
|                                        | Robert Bertie, I duca di Ancaster e Kesteven | Robert Bertie, III conte di Lindsey |                    |  |  |       |  |  |            |  |  |              |  |
|                                        | Robert Bertie, I duca di Ancaster e Kesteven | Elizabeth Wharton                   |                    |  |  |       |  |  |            |  |  |              |  |
| Montague Bertie                        | Robert Bertie, I duca di Ancaster e Kesteven |                                     |                    |  |  |       |  |  |            |  |  |              |  |
|                                        |                                              | Albinia Farrington                  | Thomas Farrington  |  |  |       |  |  |            |  |  |              |  |
|                                        |                                              | Albinia Farrington                  | Thomas Farrington  |  |  |       |  |  |            |  |  |              |  |
|                                        |                                              | Albinia Farrington                  | Theodosia Betenson |  |  |       |  |  |            |  |  |              |  |
| Augusta Bertie                         |                                              | Albinia Farrington                  |                    |  |  |       |  |  |            |  |  |              |  |
|                                        |                                              | William Piers                       | William Piers      |  |  |       |  |  |            |  |  |              |  |
|                                        |                                              | William Piers                       | William Piers      |  |  |       |  |  |            |  |  |              |  |
|                                        |                                              | William Piers                       | Catherine Coward   |  |  |       |  |  |            |  |  |              |  |
| Elizabeth Piers                        |                                              | William Piers                       |                    |  |  |       |  |  |            |  |  |              |  |
|                                        |                                              | Elizabeth Ekins                     | Harvey Ekins       |  |  |       |  |  |            |  |  |              |  |
|                                        |                                              | Elizabeth Ekins                     | Harvey Ekins       |  |  |       |  |  |            |  |  |              |  |
|                                        |                                              | Elizabeth Ekins                     | Elizabeth Greene   |  |  |       |  |  |            |  |  |              |  |
|                                        |                                              | Elizabeth Ekins                     |                    |  |  |       |  |  |            |  |  |              |  |